# Recinte de Thiers

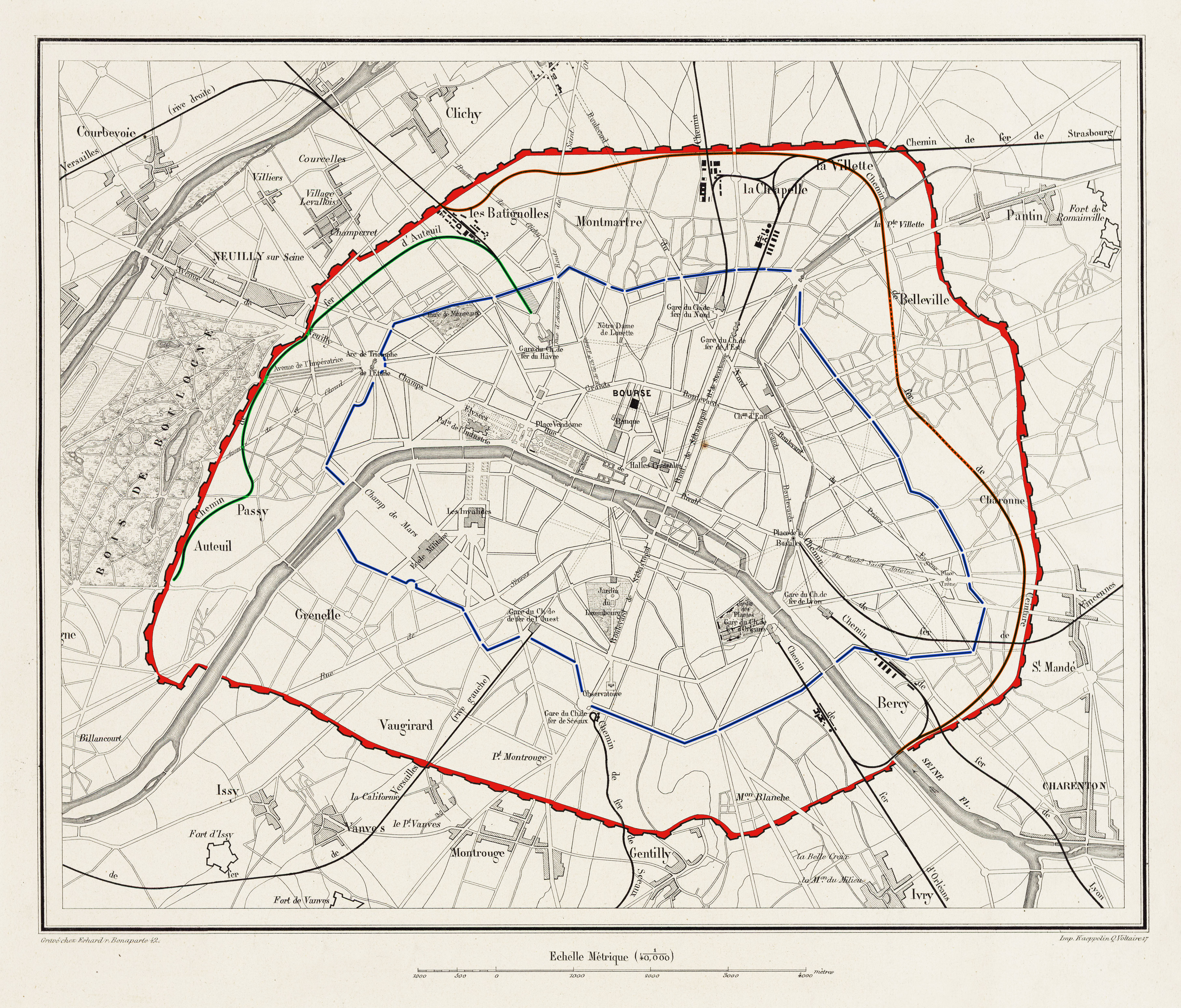
El recinte de Thiers, en vermell, comparat amb l'anterior mur dels Grangers Generals de 1790, en blau.

El mur, recinte o circumval·lació de Thiers va ser un projecte pel qual es va emmurallar París per a protegir-la superant els límits antics que tenia la ciutat habilitat el seu creixement sota el regnat de Lluís Felip, que estava convençut que la construcció d'un mur de fortificacions al voltant de la capital evitaria que París caigués en mans d'exèrcits estrangers com durant la batalla de París el 1814 i faria la ciutat inexpugnable.
Un primer projecte del mariscal Soult de 1833 va ser rebutjat per l'esquerra, que tenia sospites sobre motius ocults en política interna. A finals de la dècada, emperò, l'augment de tensions entre Anglaterra i França va posar a l'ordre del dia la importància de la defensa de París. La construcció del mur, motivada per aquest esdeveniment, va encetar-se el 1840 arran l'aprovació del ministre d'afers exteriors Adolphe Thiers. Va finalitzar el 1844.

## Característiques

Els límits de París, des del segle IV fins al 2025. Amb les seves diferents muralles històriques, de verd més fosc a més clar:
Recinte gal·lo-romànic
Recinte carolingi
Mur de Felip August
Mur de Carles V
Mur de Lluís XIII
Mur dels Grangers Generals
Mur o recinte de Thiers
Terme municipal parisenc actual, a l'any 2025

El recinte original abarcava una superfície total de 78,02 km2  i s'estenia al llarg d'un perímetre de 33 km, gairebé coincidint amb els límits actuals del municipi de París, amb les notòries exclusions dels boscos de Boulogne i Vincennes.
Anomenat "les fortificacions" i més familiarment "les fortif" pels parisencs, aquest recinte estava format per:
- noranta-cinc bastions;
- disset portes;
- vint-i-tres barreres;
- vuit passos a nivell de ferrocarril;
- cinc creuaments de rius o canals;
- vuit poternes.

I el mur estava compost per:
- un camí militar interior;
- un parapet de 6 metres d'amplada;
- un mur escarpat de 3,5 metres de gruix i 10 metres d'alçada;
- una rasa seca de 40 metres;
- una contraescarpa suaument inclinada; i
- un pendent de 250 metres d'amplada.

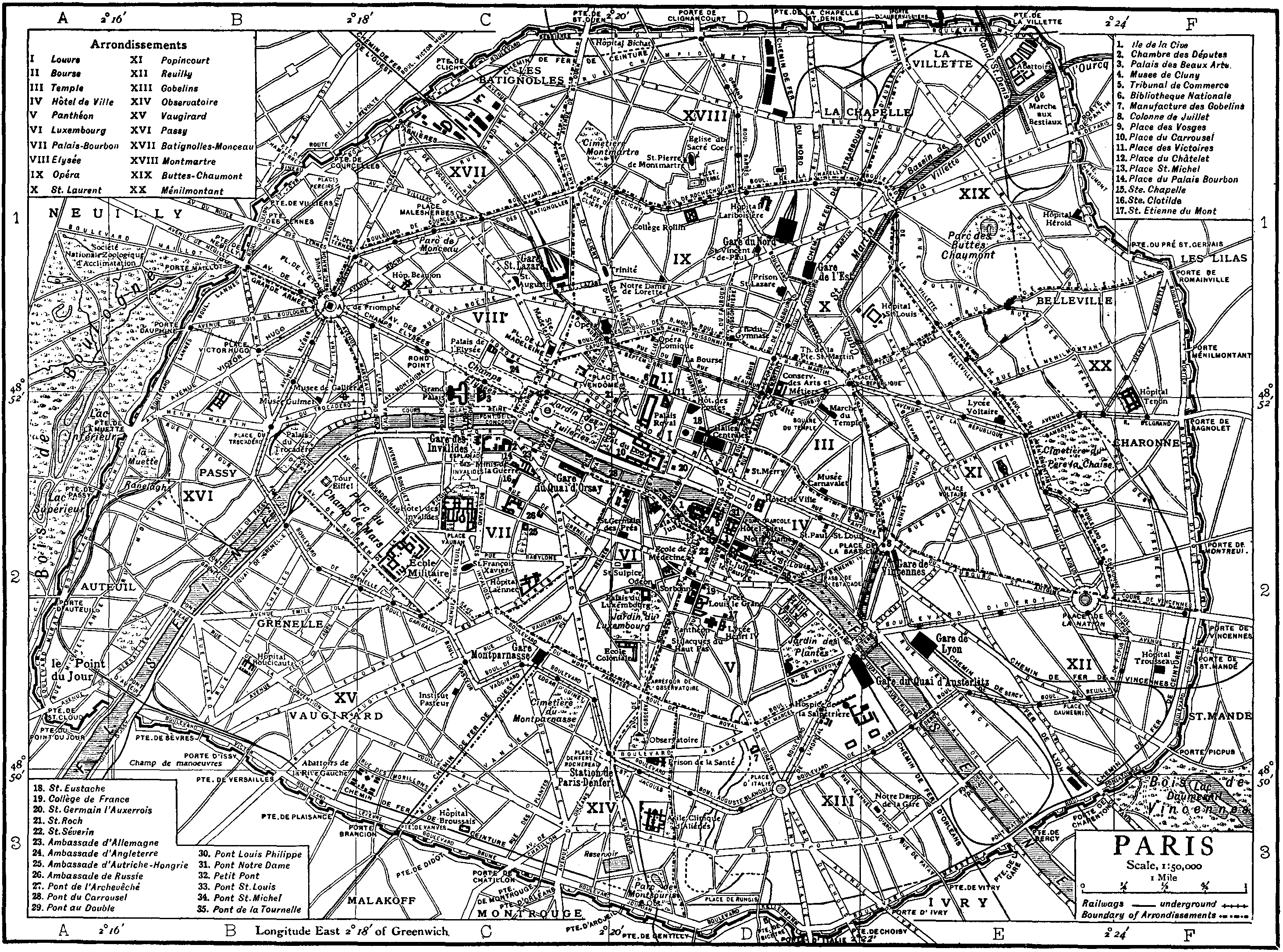
Mapa de París de 1911 que mostra la muralla de Thiers i els seus bastions.
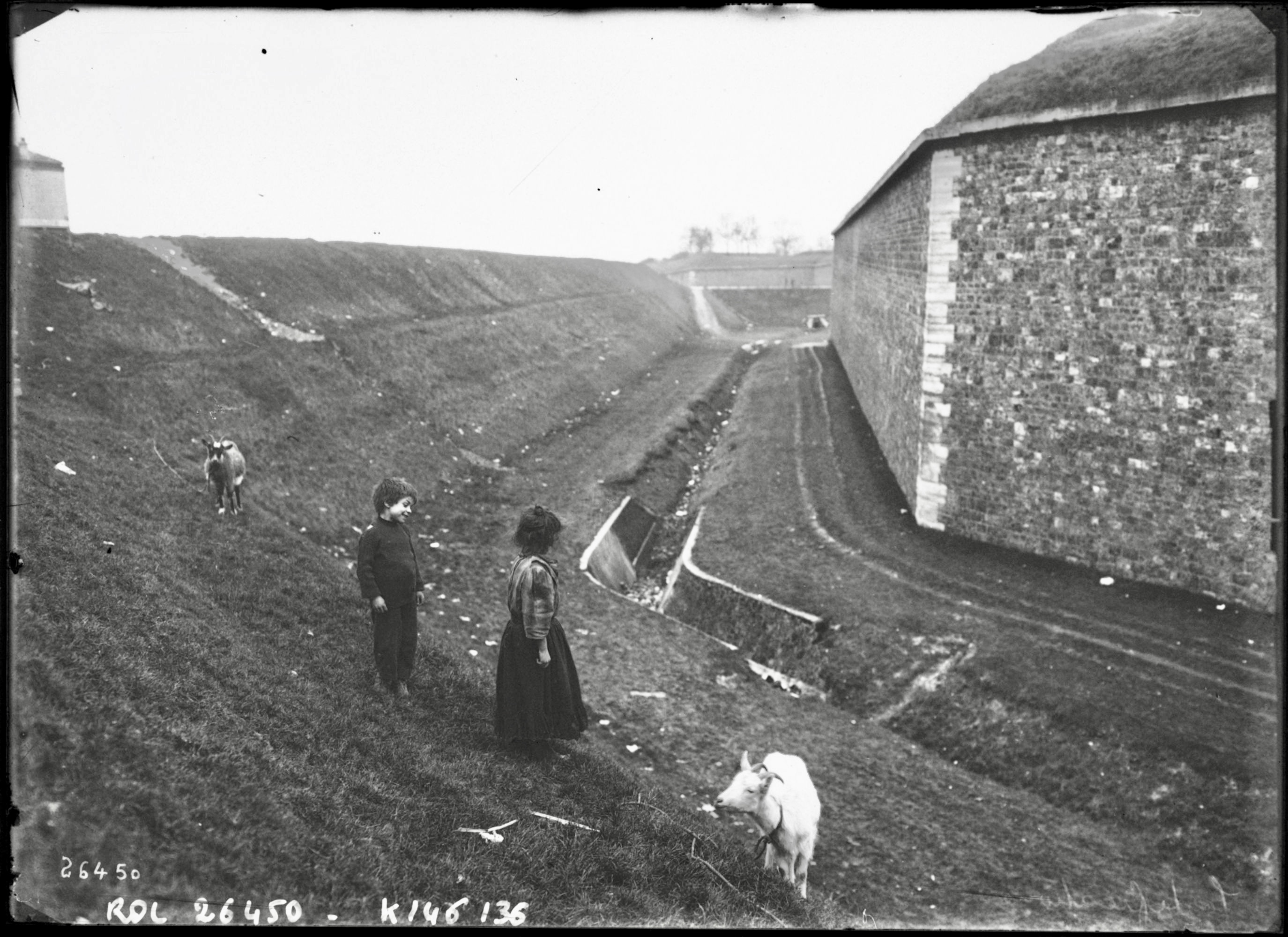
Detall de la muralla, el fossat i el terraplè defensiu.
Un glacis, terme militar que designa una zona oberta, generalment inclinada, la funció de la qual és no oferir refugi a possibles atacants.
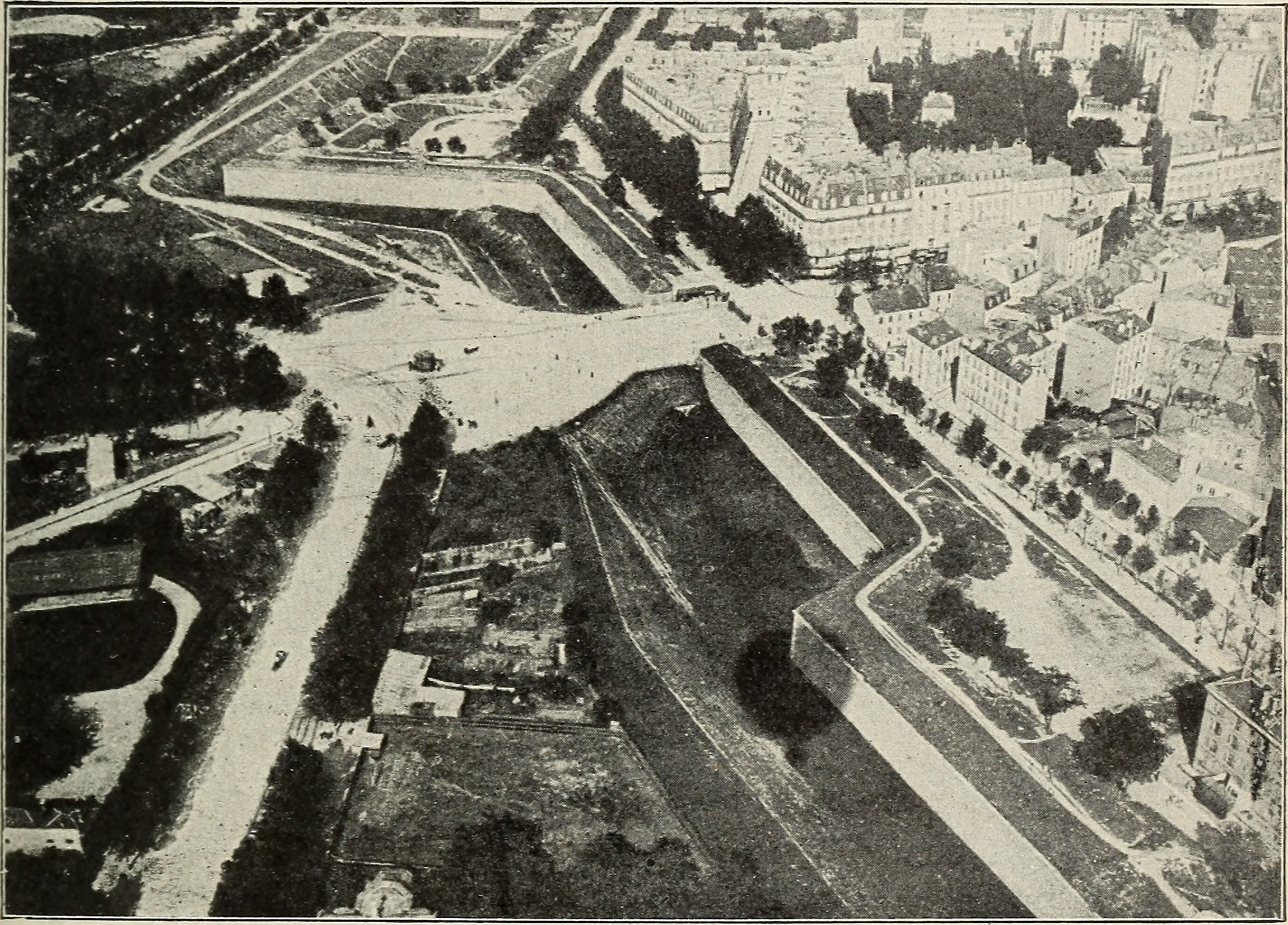
Part dels bastions de la muralla de Thiers (1908).
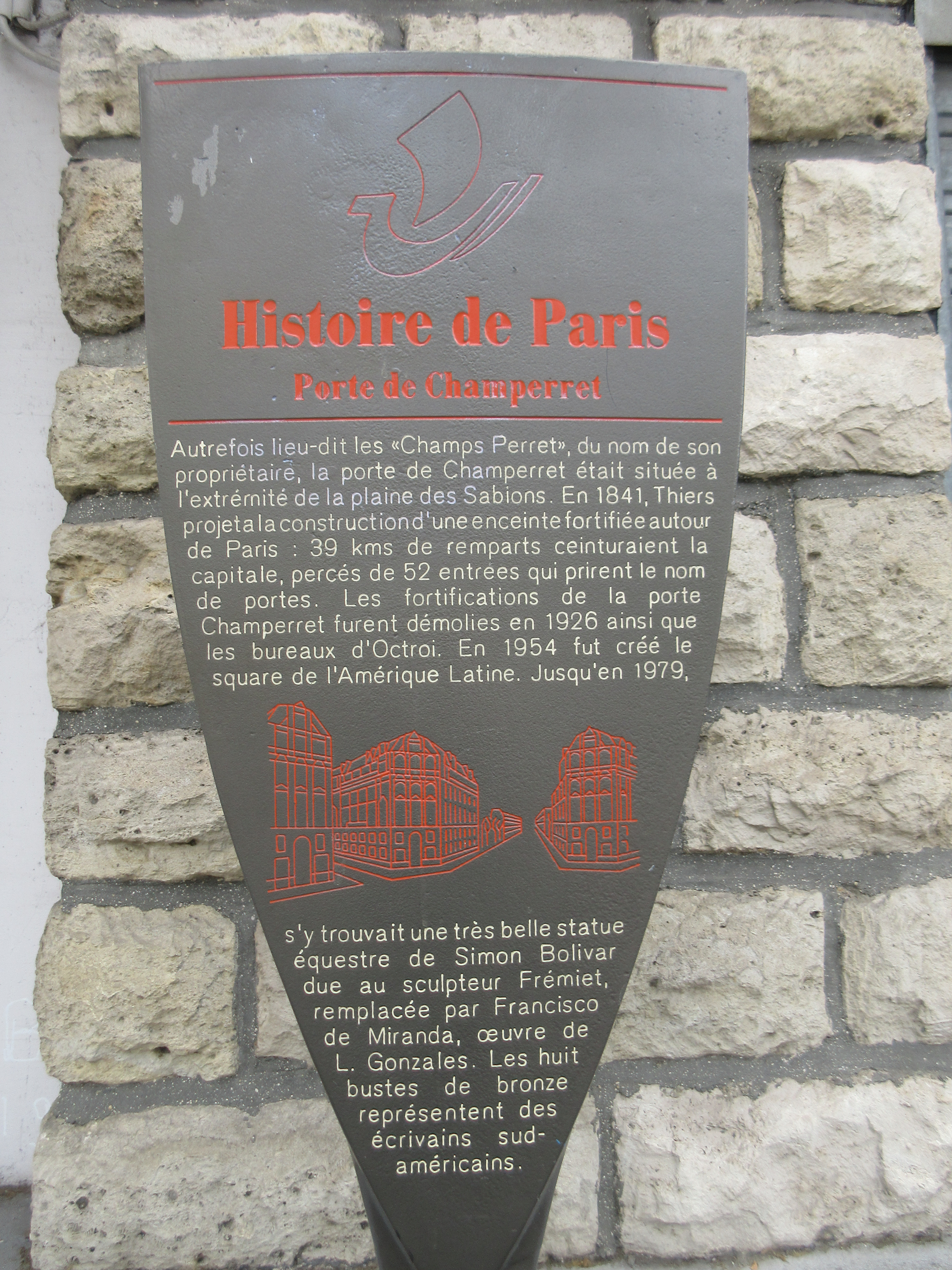
Panell d'Història de París, a la "Porta de Champerret".

## Història

### Inici
Lluís Felip, rei dels francesos des del 1830, estava convençut que la clau per defensar el país era evitar que la capital caigués en mans d'exèrcits estrangers com havia passat a la batalla de París el 1814. Per aquesta raó, promou la construcció d'un mur de fortificacions al voltant de la capital que fes la ciutat inexpugnable.
Un primer projecte va ser presentat a la Cambra de Diputats a principis de 1833 pel mariscal Soult, president del Consell i ministre de Guerra. Immediatament va despertar una forta resistència per part de l'esquerra, la qual sospitava que les fortificacions en realitat no tenien com a objectiu defensar París, ans al contrari amenaçar i controlar els parisencs en cas que es revoltessin contra el poder reial.

### Construcció
El pressupost per a la construcció del recinte es va assignar el 1841, i les fortificacions es van completar el 1844.
Les fortificacions no només abasten la denominada com a París intra-murs (prèviament envoltada pel mur dels Grangers Generals ), sinó també la totalitat o part d'un anell de comunes situades al voltant de la capital: Saint-Ouen, Montmartre, La Villette, Belleville, Charonne, Saint-Mandé, Bercy, Ivry, Montrouge, Vaugirard, Issy-les-Moulineaux, Auteuil, Passy i Batignolles-Monceau .

### Eixamplament de París
El 1860, París va estendre els seus límits directament fins a la muralla de Thiers, annexionant-se les comunes (o les parts d'aquestes que eren dins el recinte) que abastava. Són completament absorbits i es converteixen en districtes de París :
- Belleville;
- Grenelle;
- La Villette; i
- Vaugirard.

Són parcialment absorbits, passant a formar part dels districtes de París i deixant la resta del seu territori adscrit a altres municipis (indicats al parèntesi):
- Auteuil (París 16 i Boulogne );
- Batignolles-Monceau (París 17 i Clichy );
- Bercy (París 12 i Charenton-le-Pont );
- Charonne (París 20, Montreuil i Bagnolet );
- La Chapelle (París 18, Saint-Ouen, Saint-Denis i Aubervilliers );
- Montmartre (París 18 i Saint-Ouen ); i
- Passy (París 16 i Boulogne ).

Els municipis el territori dels quals s'annexiona parcialment i la resta roman un municipi propi són:
- Ivry-sur-Seine, el nord del municipi està adscrit al 13è districte (districte de l'estació);
- Montrouge, el nord del municipi està adherit al 14è districte (districte de Petit-Montrouge);
- Saint-Mandé, a l'oest de París, està adherit al 12è districte (principalment el districte de Bel-Air);
- Issy-les-Moulineaux, al nord del municipi, està adscrit al 15è districte (districte de Javel);
- Neuilly-sur-Seine, a l'est de la ciutat, està adscrit al 17è districte (districte de Ternes); i
- Saint-Ouen, al sud de l'intra-murs, resta annex al 18è districte (districte de Clignancourt).

### Guerra de 1870
Durant la guerra francoalemanya de 1870, després de la derrota dels exèrcits imperials i la rendició de Napoleó III, el recinte va protagonitzar el setge de París del 17 de setembre de 1870 fins a l'armistici signat per la Tercera República.
Diverses fortificacions no eren completades encara en aquell moment, com ara les dels turons de Montretout i Châtillon, i van ser abandonades per les tropes presents. Aquests abandonaments van costar molt car als francesos. De fet, va ser a l'altiplà de Châtillon on els prussians van instal·lar la seva artilleria pesada, que va destruir els forts i la capital. Posteriorment, els francesos van intentar recuperar aquestes fortificacions (a la primera batalla de Châtillon).

### Declivi de les muralles
El recinte va quedar obsolet a finals del segle XIX a causa de l'augment de l'abast de l'artilleria, en particular la de l'exèrcit prussià el 1871, que deixava la utilitat de les muralles gairebé anul·lada. El seu desmantellament es va considerar ja el 1882. La perifèria del recinte, abans considerada com a zona no edificable, va començar a ser ocupada gradualment per construccions no autoritzades i va allotjar unes 30.000 persones a principis del segle XX.
El recinte va ser legalment ordenat per a desmuntar per la llei del 19 d'abril de 1919.
El terreny de les fortificacions es va anar destruint gradualment fins al 1929, essent utilitzat durant el període d'entreguerres per a la construcció d'edificis d'habitatge social a la majoria de la seva àrea i edificis de luxe al 16è districte. També es va aprofitar per a construir algunes instal·lacions esportives (per exemple, l'estadi Jean-Bouin) i el Museu de les Colònies.
Acabada la Segona Guerra Mundial, la democratització de l'automòbil va fer reconsiderar la utilitat d'aquest espai per a dur a terme la construcció d'una circumval·lació.
La circumval·lació de París s'acaba construint entre el 1958 i el 1973 més enllà de la servitud de pas original del mur de Thiers, reseguint la zona no edificable, i encara avui dia continua materialitzant la separació entre París municipal i els seus suburbis, exercint un efecte limitador i segregador que ha estat sovint criticat per les diferències que suposa a l'Illa de França.